# یواس‌اس مورد (دی‌دی-۲۸۵)
یواس‌اس مورد (دی‌دی-۲۸۵) (به انگلیسی: USS Case (DD-285)) یک کشتی بود که طول آن ۹۵٫۸۱ متر (۳۱۴٫۳ فوت) بود. این کشتی در سال ۱۹۱۹ ساخته شد.